# Sandra Cervera
Sandra Cervera Peris (Valencia, 19 giugno 1985) è un'attrice spagnola.
È nota per aver interpretato il ruolo di Emilia Ulloa nella soap Il segreto.

## Biografia
I suoi inizi furono su Canal Nou con serie come Maniàtics, Socarrats, Check-In Hotel, tutte sitcom con episodi di sketch. Nel 2009 è stata scelta per partecipare a 40, El Musical.
Nel 2011, ha firmato per la nuova serie quotidiana Il segreto (El secreto de Puente Viejo) su Antena 3, interpretando Emilia Ulloa. Nello stesso anno partecipa anche ad un episodio di Hospital Central.
Nel 2018 ha lasciato El secreto de Puente Viejo dopo 1.848 episodi con la partenza del suo personaggio in Francia. Alcuni mesi dopo, appare in un episodio di Paquita Salas dove interpreta se stessa mentre fa il suo lavoro sul set di El secreto de Puente Viejo. Firma anche per Family Duo il nuovo talent show su À Punt, essendo uno dei quattro membri della giuria insieme a Sergio Alcover, Mari Giner e Carlos Marco.
Nel 2019 torna a El secreto de Puente Viejo per alcuni episodi, chiudendo la sua partecipazione alla serie e partecipando alla seconda stagione del programma di sketch  Açò és un destarifo sempre su À Punt. Nell'estate dello stesso anno, ha firmato per la serie Diumenge Paella, sempre sul canale valenciano, che è stata presentata in anteprima a gennaio 2020 e ha una prima stagione di 13 capitoli.

## Vita privata
Ha da tempo una relazione con l’attore e collega Fernando Coronado conosciuto sul set di Il segreto (El secreto de Puente Viejo) su Antena 3, che dava vita nella serie al personaggio di Alfonso Castañeda, marito di Emilia Ulloa, interpretata proprio dalla compagna Sandra Cervera.

## Filmografia

### Televisione
- Cartas a Sorolla (2005)
- Socarrats (2008)
- Check-In Hotel (2009)
- D'Unió Musicical Da Capo (2010)
- Hospital Central (2011)
- Il segreto (2011-2020)
- Paquita Salas (2018)
- Diumenge, paella (2020)
- Desconocidas (2022)
- La última (2022)

### Cinema
- Visitante, regia di Alberto Evangelio (2021)

### Webserie
- Los hermanos caníbales (2009)
- Camera Condon (2009)
- Jeriatric Park (2009)
- Temporada baja (2016)

## Teatro
- Parpadeos - 2006
- Cachorros - 2006
- Confesiones de 7 mujeres pecando solas - 2009
- 40, El Musical Alex - 2009/2012

## Doppiatrici Italiane
- Emilia Costa ne Il segreto (1^ voce)
- Anna Cugini ne Il segreto (2^ voce)